# 백현주 (1970년)
백현주(1970년 5월 22일 ~ )는 대한민국의 배우이다.

## 학력
- 석관고등학교 (졸업)
- 서강대학교 사회학과 (졸업)

## 출연작

### 영화
- 《모두들, 괜찮아요?》 (2006년) - 며느리 4 역
- 《마지막 밥상》 (2006년) - 어머니 역
- 《구보씨 일보》 (2006년) - 길녀 역
- 《이웃》 (2007년)  - 연순 역
- 《꿈의 해부》 (2007년)
- 《나들이》 (2008년)
- 《여행자》 (2009년) - 임 수녀 역
- 《황해》 (2010년) - 가리봉 호프집 주인 역
- 《사랑이 무서워》 (2011년) - 만삭 엄마 역
- 《챔프》 (2011년) - 이언니 역
- 《오늘》 (2011년) - 수녀 역
- 《검은 갈매기》 (2011년) - 어린준구母 역
- 《내가 살인범이다》 (2012년) - 막걸리집 여주인 역
- 《허들》 (2014년) - 엄마 역
- 《들꽃》 (2015년) - 모텔 여주인 역
- 《블랙스톤》 (2016년)
- 《스플릿》 (2016년) - 영훈 어머니 역
- 《모럴센스》 (2022년) - 지우 모 역

### 드라마
- 《떴다! 패밀리》 (2015년, SBS)
- 《송곳》 (2015년, JTBC)  - 한영실 역
- 《내 마음의 꽃비》 (2016년, KBS2) - 오춘심 역
- 《쌈, 마이웨이》 (2017년, KBS2) - 대천 모텔주인 역
- 《내일도 맑음》 (2018년, KBS1) - 강점순 역
- 《식샤를 합시다 3》 (2018년, tvN)
- 《러블리 호러블리》 (2018년, KBS2) - 무속인 역
- 《계룡선녀전》 (2018년, tvN) - 김금 엄마 역
- 《초면에 사랑합니다》 (2019년, SBS) - 박석자 역
- 《60일, 지정생존자》 (2019년, tvN) - 민희경 역
- 《동백꽃 필 무렵》 (2019년, KBS2) - 오지현 역
- 《검사내전》 (2019년, JTBC) - 장만옥 역
- 《하이바이, 마마!》 (2020년, tvN) - 어린이집 주방 아주머니 역
- 《아무도 모른다》 (2020년, SBS) - 임희정 역
- 《더 킹 : 영원의 군주》 (2020년, SBS) - 모현아 역
- 《KBS 드라마 스페셜 - 원 나잇》 (2020년, KBS2) - 동식 엄마 역
- 《안녕? 나야!》 (2021년, KBS2) - 한지숙 역
- 《대박부동산》 (2021년, KBS2) - 창화 母 역
- 《너는 나의 봄》 (2021년, tvN) - 오미경 역
- 《연모》 (2021년, KBS2) - 김 상궁 역
- 《법대로 사랑하라》 (2022년, KBS2) - 최 여사 역
- 《나쁜 엄마》 (2023년, JTBC) - 병원 보호자 역 (특별출연)
- 《마당이 있는 집》 (2023년, ENA) - 화란 역
- 《가슴이 뛴다》 (2023년, KBS2) - 고기숙 역
- 《웰컴투 삼달리》 (2023년, JTBC) - 오금술 역
- 《취하는 로맨스》 (2024년, ENA) - 고숙자 역
- 《사랑은 외나무다리에서》 (2024년, tvN) - 강재영 역
- 《이혼 보험》 (2025년, tvN) - 아들에게 이혼 보험을 들어주려는 어머니 역

### 공연
- 2007년 《소설가 구보씨와 경성사람들》
- 2008년 《도화골 음란소녀 청이》
- 2009년 《과학하는 마음-발칸동물원》
- 2009년 《금녀와 정희》
- 2009년 《죽음(혹은 아님)》
- 2010년 《개가 튼 내 인생》
- 2011년 《결혼피로연》
- 2012년 《2012 대구국제뮤지컬페스티벌 식구를 찾아서》
- 2012년 《식구를 찾아서》
- 2013년 《처용, 오디세이》
- 2013년 《식구를 찾아서》
- 2014년 《식구를 찾아서》
- 2014년 《리어를 연기하는 배우, 미네티》
- 2014년 《그 봄, 한낮의 우울》
- 2015년 《변두리 멜로》
- 2015년 《식구를 찾아서》
- 2016년 《식구를 찾아서》
- 2019년 《비평가》
- 2020년 《식구를 찾아서》

### 광고
- KB리브

## 수상
- 1994년 민족극 한마당 신인연기상
- 2006년 제 2회 아시테지 겨울연극제 연기상